# ハドレー・キャントリル
ハドレー・キャントリル（Hadley Cantril、1906年 – 1969年）は、アメリカ合衆国の世論研究者。

## 生涯
ユタ州に生まれ、ダートマス大学に学んだ後、ハーバード大学からPh.D.を取得した。1936年にプリンストン大学の教員となり、後に心理学部門（Princeton University Department of Psychology）の代表者となった。キャントリルは、当時プリンストン大学を拠点としていたラジオ・プロジェクト（Radio Project）の一員として、その後、1940年代はじめにプロジェクトがコロンビア大学へ移転するまで、プロジェクトに関わっており、また、多くの人々を怯えさせた1938年のラジオドラマ『宇宙戦争 』の放送についての学術的研究書『火星からの侵入―パニックの社会心理学』の著者であった。1940年には、米州問題調整局（Office of the Coordinator of Inter-American Affairs, CIAA）の顧問を務めた。その後のキャントリルの心理学的業績には、アデルバート・エイムズ・ジュニア（Adelbert Ames, Jr.）との共同研究による人間の認知に関する相互作用的研究手法（transactional method）の開発や、その他の人間性心理学研究などが含まれていた。

## 世論調査
キャントリルは心理学者としての教育を受けたが、最も重要な業績となったのは、当時まだ新しい主題であった世論の研究であった。当初、1936年アメリカ合衆国大統領選挙におけるジョージ・ギャラップ（George Gallup）とエルモ・ローパー（Elmo Roper）の成功に影響されたキャントリルは、ギャラップたちが開発した組織的調査の技術を、学術的社会心理学に応用しようと試みた。キャントリルは、学術誌『Public Opinion Quarterly』の初代編集長となった。1940年には、プリンストン大学に世論調査室を創設し、同年秋以降は、アメリカ国民の世論、特にヨーロッパでの戦争についての世論の動向に関する秘密情報を、時のルーズベルト政権に提供した。1942年、キャントリルは、トーチ作戦（Operation Torch）に先だって、モロッコのヴィシー政権当局者たちを対象に小規模な抽出調査を行い、当地のフランス軍が強い反英感情をもっていることを明らかにして、この作戦における兵員の配置に影響を及ぼした（カサブランカ付近には米軍部隊が上陸し、各国混成部隊がオランとアルジェに上陸した）。
1955年、キャントリルはロイド・A・フリー（Lloyd A. Free）とともに、国際社会調査研究所（the Institute for International Social Research, IISR）を開設した。それまでキャントリルは、ルーズベルト大統領やアイゼンハワー大統領に米国世論に関するデータを提供したことがあったが、設立後のIISRは、合衆国政府の諸機関の依頼を受けて、しばしば諸外国で小規模な抽出調査を実施した。特筆すべきなのは、キャントリルとフリーが1960年にキューバで実施した世論調査で、その結果はフィデル・カストロへの強い支持を示したものであったが、この調査報告はアイゼンハワーからケネディへの政権移行期（presidential transition）に見過ごされ、それが読まれたのはピッグス湾事件後のことだった。キャントリルの業績の中で、最も頻繁に引用されているのは、特に、自分の人生についての主観的幸福感の測定尺度、いわゆる「キャントリルの階梯」で知られた 『The Pattern of Human Concerns』（1965年）である。キャントリルとフリーはまた、米国の有権者が、総論としては「大きな政府」に反対しながら、特定のリベラルな社会保障プログラムなどは支持するという逆説の存在を最初に発見した。
1950年代を通して、キャントリルはロックフェラー兄弟財団（Rockefeller Brothers Fund）の特別研究プロジェクト（Special Studies Project）の国際目標・戦略パネルの一員であった。

## 著作
- Social Psychology of Everyday Life, 1934
- The Psychology of Radio, 1935 (with Gordon Allport)
- Industrial Conflict: a Psychological Interpretation, 1939
- The Invasion from Mars, a Study in the Psychology of Panic, 1940

邦訳：H.キャントリル 著、斎藤耕二、菊池章夫 訳『火星からの侵入―パニックの社会心理学』川島書店、1985年1月、251頁。ISBN 978-4761002084。
邦訳：ハドリー・キャントリル 著、高橋祥友 訳『火星からの侵略―パニックの心理学的研究』金剛出版、2017年11月、244頁。ISBN 978-4772415859。
- America Faces the War, a Study in Public Opinion, 1940
- Psychology of Social Movements, 1941

邦訳：H.キャントリル 著,南博, 石川弘義, 滝沢正樹 訳『社会運動の心理学』岩波現代叢書、岩波書店、1959年
- Gauging Public Opinion, 1944
- Psychology of ego-involvements : social attitudes & identifications, 1947
- Why's of man's experience, 1950

邦訳：ハドレー・キャントリル 著、安田三郎 訳『人間経験の謎』東京創元社、1957年、249頁。
- Tensions that cause wars (a report for UNESCO), 1950

邦訳：H.キャントリル 編,平和問題談話会 訳『戦争はなぜ起るか : 戦争原因としての国際的緊張』岩波現代叢書、岩波書店、1952年
- Public Opinion, 1935–1946, 1951
- How Nations See Each Other, a study in public opinion, 1953
- Perception: a Transactional Approach, 1954
- On Understanding the French Left, 1956
- Faith, Hope, and Heresy: the Psychology of the Protest Voter, 1958
- Politics of Despair, 1958
- Reflections on the Human Venture, 1960
- Soviet Leaders and Mastery over Man, 1960

邦訳：H.キャントリル 著,原尚武 訳『ソ連の大衆操作』論争社、1963年
- Human Nature and Political Systems, 1961
- Pattern of Human Concerns, 1965
- Political beliefs of Americans; a study of public opinion, 1967
- The Human Dimension: Experiences in Policy Research, 1967
- Psychology, Humanism, and Scientific Inquiry: the Selected Essays of Hadley Cantril, 1988 (死後出版)